# 王行瑜
王行瑜（？—895年），邠州（今陝西彬縣，位淳化縣西北）人。唐末將領。

## 生平
王行瑜最早是邠州（今彬縣）節度使朱玫的部將，提为列校。
唐僖宗光啟二年（886年）朱玫立李熅為帝，改元建貞，令他帶兵五萬追擊鳳翔的唐僖宗。王行瑜屡战屡败担心被朱玫问责，而枢密使杨复恭又悬赏杀朱玫者可代为节度使，于是光啟二年十二月，王行瑜倒戈杀朱玫，又縱兵大掠，時值寒冬，凍死的百姓橫屍蔽地。
僖宗命行瑜为邠寧節度使。唐昭宗景福元年（892年）與凤翔节度使李茂贞联合讨伐山南西道节度使杨守亮，攻取其治所汉中。隔年又因与李茂贞和华州镇国军节度使韩建支持王珙继任河中节度使不果，与李茂贞、韩建一同逼宫。王行瑜、李茂贞的军队都是身经百战的边军，昭宗不是对手，于是为三帅所迫，杀宦官西門君遂及宰相杜讓能，赐王行瑜铁券。
乾宁二年（895年）王行瑜以侍中兼中書令擅權，要求擔任尚書令，韋昭度密奏：“太宗以尚書令執政，遂登大位，自是不以授人臣。惟郭子儀以大功拜尚書令，終身避讓。行瑜安可輕議！”於是帝命李磎（一作李谿）為相，加王行瑜尚父。王行瑜得知内情，大恨，聯合李茂贞、韩建，殺韋昭度、李磎，谋废昭宗。李克用率军南下勤王，十一月，李克用大將符存審攻克龍泉寨。王行瑜逃往梨园寨（今淳化县城），再逃回邠州，向李克用請降被拒。行瑜棄城逃往慶陽，为其部下所杀。传首京师。

## 延伸阅读
[在维基数据编辑]
 《舊唐書/卷175》，出自刘昫《舊唐書》
 《新唐書·卷224下》，出自《新唐書》